# Ferdinand (Idaho)
Pour les articles homonymes, voir Ferdinand.
Ferdinand est une ville américaine située dans le comté d'Idaho au sein de l'État du même nom. Elle est nommée en l'honneur de la ville de Ferdinand (Indiana), d'où était originaire la mère du premier receveur des postes local, F. M. Blecker.

## Démographie
| 1920 | 1930 | 1940 | 1950 | 1960 | 1970 |
| ---- | ---- | ---- | ---- | ---- | ---- |
| 255  | 196  | 223  | 206  | 176  | 157  |

| 1980 | 1990 | 2000 | 2010 | - | - |
| ---- | ---- | ---- | ---- | - | - |
| 144  | 135  | 145  | 159  | - | - |

Selon le recensement de 2010, Ferdinand compte 159 habitants. La municipalité s'étend alors sur 0,15 mille carré (0,39 km2).